# Grajische Alpen

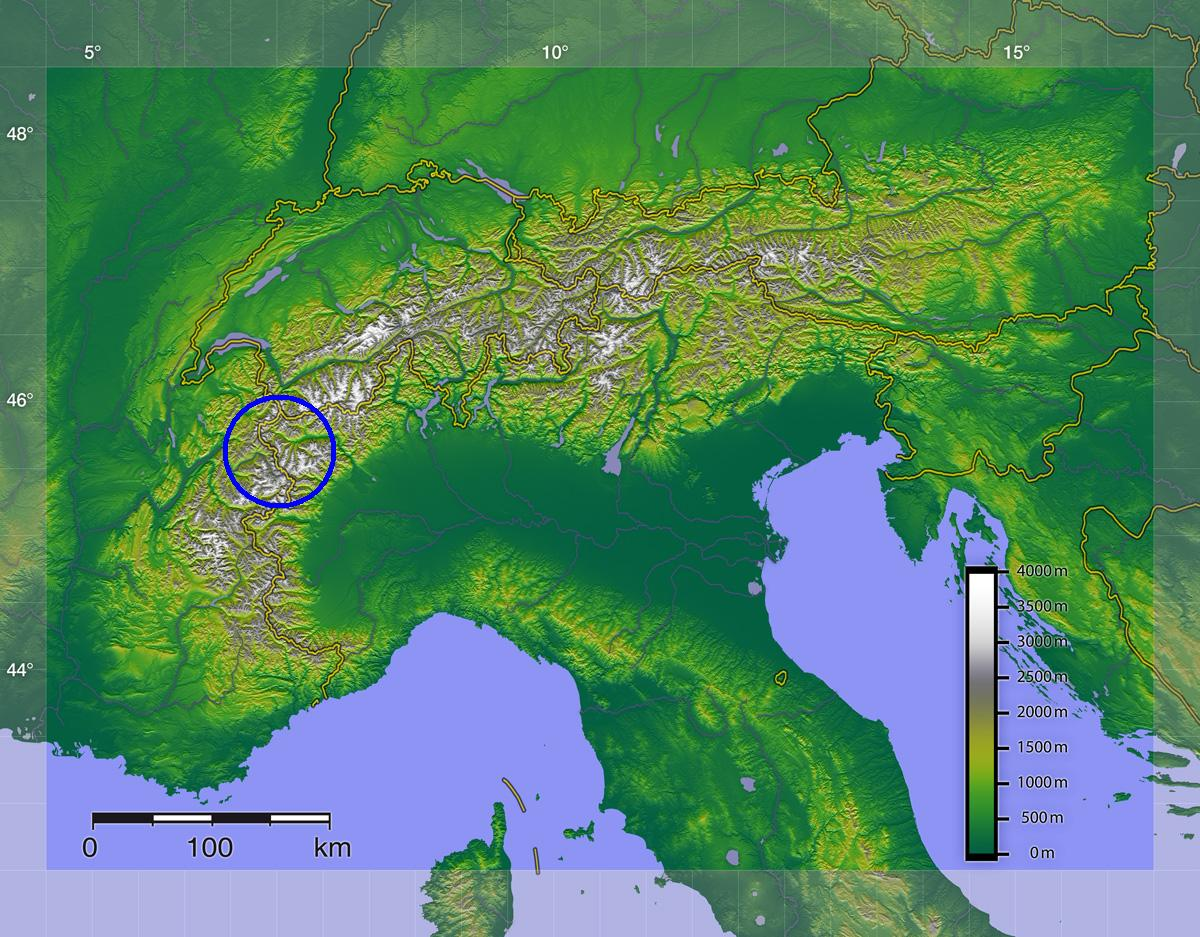
Grajische Alpen

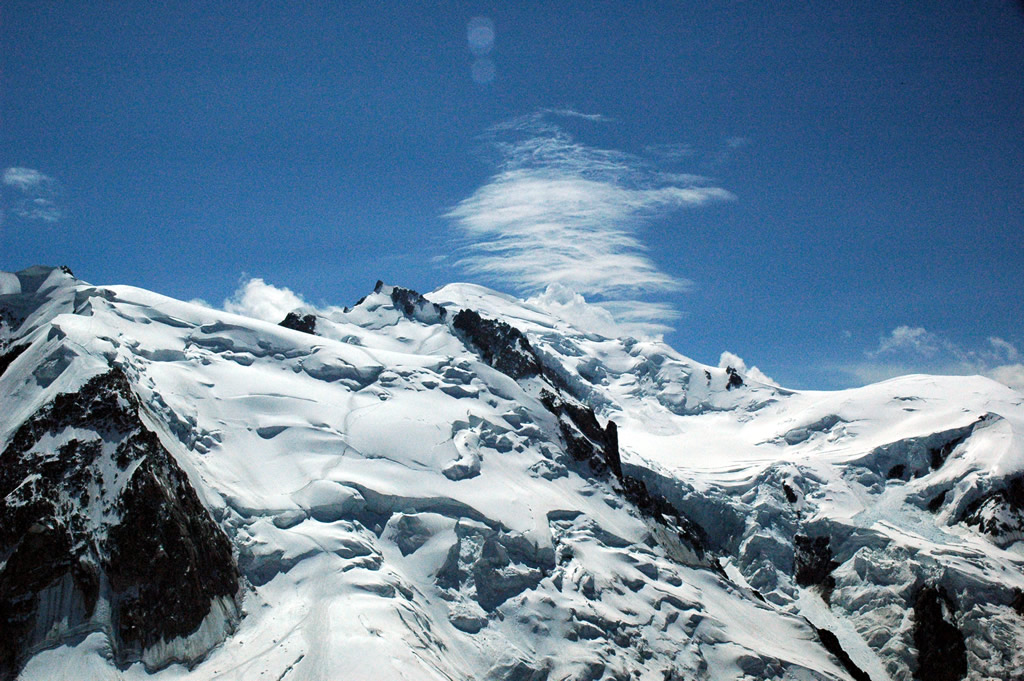
Mont Blanc

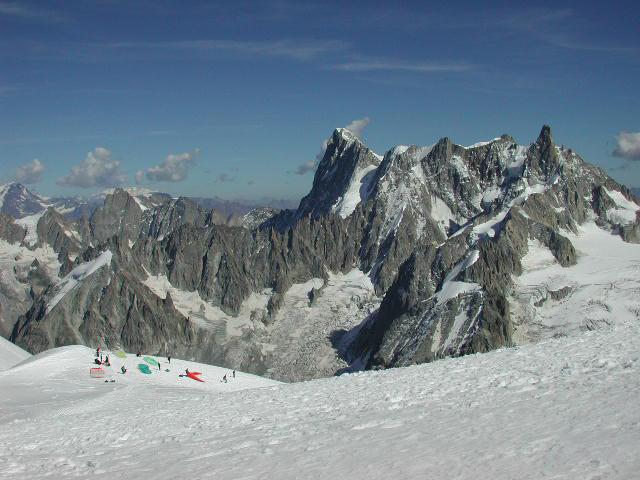
Grandes Jorasses

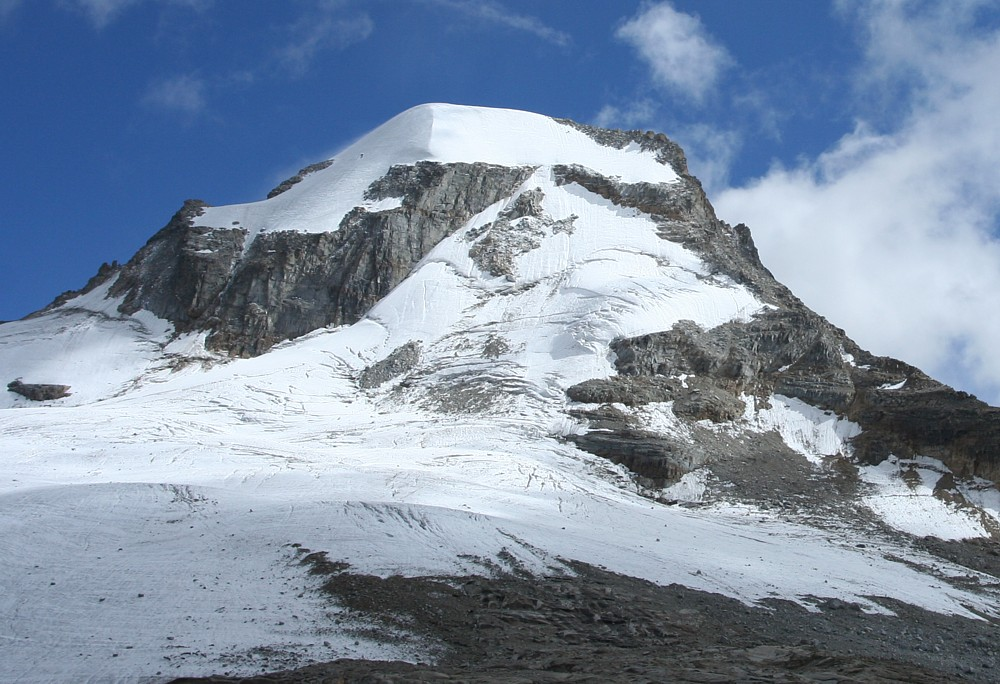
Ciarforon

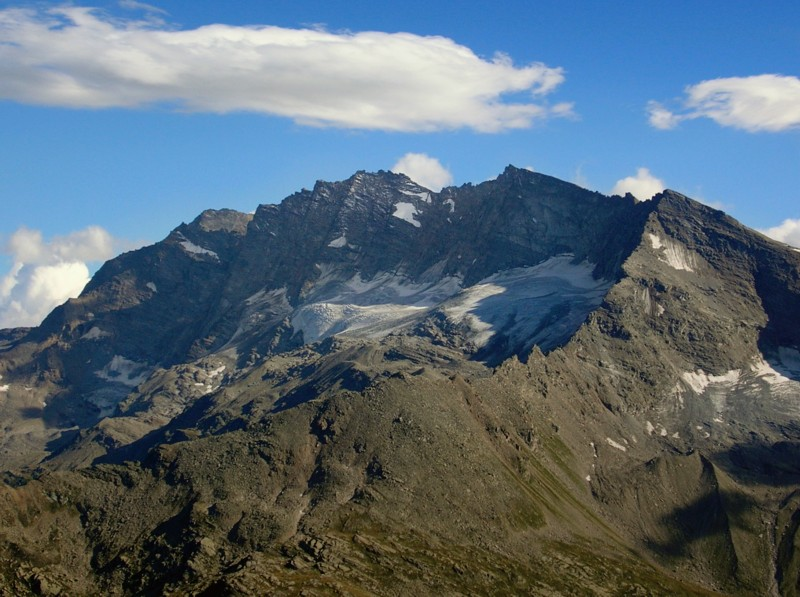
Levanne

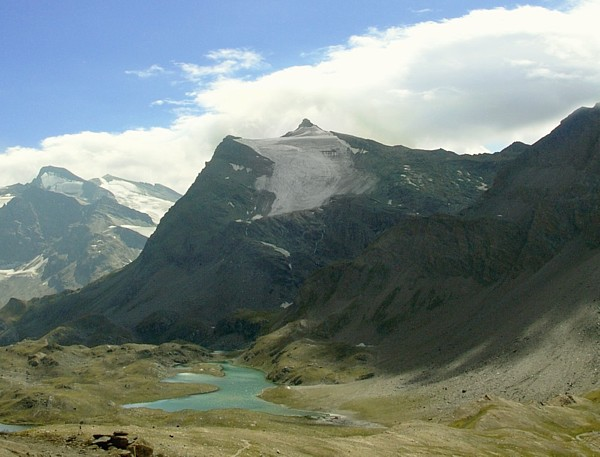
Punta Basei

De Grajische Alpen (Italiaans: Alpi Graie; Frans: Alpes Grées) is het deel van de Alpen dat ligt tussen de Col Ferret (ten oosten van het Mont Blancmassief) en de Col du Mont Cenis.
De Col Ferret scheidt de Grajische Alpen (deel van de Westelijke Alpen) van de Pennische Alpen. Ten zuiden van de Grajische Alpen bevinden zich de Cottische Alpen. In de algemene betekenis beslaan de Grajische Alpen verschillende submassieven waaronder onder meer die van de Mont-Blanc, de lagere Beaufortain en Lauzière, Vanoise et Grand Paradis.
De Grajische Alpen kunnen worden onderverdeeld in vier groepen:
- Het Mont Blancmassief (ten noorden van de Kleine Sint-Bernhardpas)
- De Centrale groep (tussen de Kleine St. Bernardpas en de Col du Mont Cenis)
- De Westelijke of "Franse" groep (Vanoise en Lauzière)
- De Oostelijke of Italiaanse groep

De westelijke groep wordt van de centrale groep gescheiden door het dal van de Isère en door de Col de l'Isèran. De oostelijke groep wordt van de centrale groep gescheiden door de Colle del Nivolet (2550m). Het zuidelijke deel van de centrale groep bestaat uit de noordelijke helft van het Mont-Cenismassief, met onder meer de bergtoppen Pointe de Ronce en Pointe de Lamet. Het zuidelijke deel van het Mont-Cenismassief, met de Mont-Ambin, behoort al tot de Cottische Alpen.
In een meer strikte betekenis verwijst de term Grajische Alpen enkel naar de "Centrale groep": het massief dat op de Frans-Italiaanse grens ligt tussen de Kleine Sint-Bernhardpas in het noorden en de Col du Mont-Cenis in het zuiden. In deze meer strikte betekenis behoort ook het Mont-Cenismassief niet meer tot de Grajische Alpen.
De belangrijkste rivieren aan de Franse zijde zijn de Arc (Maurienne), Isère (Tarentaise) en de Arve. Aan de Italiaanse zijde zijn dit de Dora Baltea, Orco en Stura di Lanza die allen uitstromen in de Po.
In het gebied ligen twee grote nationale parken; het Franse Parc National de la Vanoise en het Italiaanse Parco Nazionale Gran Paradiso.

## Bergtoppen

### Mont Blancgroep
| Hoogte | Naam                     |
| ------ | ------------------------ |
| 4807 m | Mont Blanc               |
| 4765   | Mont Blanc de Courmayeur |
| 4471   | Mont Maudit              |
| 4331   | Dôme du Goûter           |
| 4205   | Grandes Jorasses         |
| 4127   | Aiguille Verte           |
| 4066   | Aiguille de Bionnassay   |
| 4014   | Aiguille du Géant        |
| 4010   | Dôme de Rochefort        |
| 3911   | Tré-la-Tête              |
| 3816   | Aiguilles des Glaciers   |

### Centrale groep
| Hoogte | Naam                           |
| ------ | ------------------------------ |
| 3760 m | Pointe de Charbonnel           |
| 3757   | Aiguille de la Grande Sassière |
| 3676   | Uia di Ciamarella              |
| 3638   | Albaron                        |
| 3618   | Pointe de Ronce                |
| 3615   | Levanne                        |
| 3604   | Uia di Bessanese               |
| 3597   | Bessanese                      |
| 3537   | Rocciamelone                   |
| 3486   | Testa del Rutor                |
| 1150   | Monte Musinè                   |

### Oostelijke groep
| Hoogte | Naam                      |
| ------ | ------------------------- |
| 4060 m | Gran Paradiso             |
| 3969   | Grivola                   |
| 3778   | Herbetet                  |
| 3692   | Torre del Gran San Pietro |
| 3665   | Ciarforon                 |
| 3650   | Roccia Viva               |
| 3609   | La Tresenta               |
| 3559   | Mont Emilius              |
| 3544   | Becca di Monciair         |
| 3387   | Punta Fourà               |

### Westelijke groep
De hoogste toppen van de westelijke zijn te groeperen in een zestal kleinere massieven:
- Péclet-Polset (2800-3564 m)
- Grand Roc Noir - Méan Martin (3200-3582 m)
- Glaciers de la Vanoise (3200-3697 m)
- Grand Bec, Glière, Grande Casse en Grande Motte (3300-3855 m)
- Mont Pourri - Dôme de la Sache (3400-3779 m)
- Bellecôte (3100-3417 m)

| Hoogte | Naam                |
| ------ | ------------------- |
| 3861 m | Grande Casse        |
| 3788   | Mont Pourri         |
| 3712   | Dent Parrachée      |
| 3663   | Grande Motte        |
| 3599   | Dôme de l'Arpont    |
| 3586   | Dôme de Chasseforêt |
| 3566   | Aiguille de Péclet  |
| 3538   | Aiguille de Polset  |
| 3436   | Pointe de la Sana   |